# 阿列克謝·米利恰科夫
阿列克謝·尤里耶維奇·米利恰科夫（羅馬化：Aleksey Yuryevich Milchakov；1991年4月30日—），俄羅斯新納粹主義者及軍事人物，也是俄羅斯軍事組織魯西奇小組的領導人和聯合創始人，該集團自2022年起在瓦格納集團內運作。自2022年起，他受到美國、歐盟、英國、加拿大等國家的製裁。他與俄羅斯在敘利亞和烏克蘭的戰爭罪行有關，包括參與用大錘將一名男子毆打致死，其被視為「俄羅斯新納粹分子在頓巴斯戰鬥的象徵」。米利恰科夫对他的纳粹分子身份毫不避讳。在一次采访中，他对记者说：“我就是纳粹。我不跟你扯什么我是爱国者，我是帝国复兴支持者或是什么别的。我就是纳粹”。

## 生平
2000年代，米利恰科夫是俄羅斯政治人物德米特里·傑姆什金領導的新納粹組織「斯拉夫聯盟」聖彼得堡分支之成員。米爾恰科夫和瓦格納集團名義上的領導人德米特里·烏特金都曾在第76近衛空中突擊師中服役

### 發佈殺狗照片
2011年，20歲的米利恰科夫自稱是聖彼得堡辛尼特足球會的球迷。他在社交網絡VKontakte上發布了他殺死一隻小狗，然後砍下它牠的頭並吃掉的照片。這些照片引起網民的憤慨，他們在網站「民主黨人」上發起了請願書，要求追究責任，並有3000多人簽名。聖彼得堡檢察官辦公室對此開始進行調查。與此同時，動物權利運動人士向聖彼得堡辛尼特足球會球迷呼籲，要求他們對米爾恰科夫的行為做出評估。
米利恰科夫並沒有對殺狗有任何悔意，他在網上寫下以下內容回應眾怒：「動物也有權利，我尊重牠們的權利，1-好吃，2-油炸，3-沒有太多的靜脈和骨頭；今天我再一次確信狗不僅是人的朋友，而且還是一道美味的燒烤；）」。
在其中一張公開的照片中，他與一面帶有納粹「卐」字旗幟合影，並附有以下的註解：「割下流浪漢、小狗和孩子的頭！逃離雜種，出賣你的人！」據《Newsru.com》報導，米利恰科夫「承認他不止一次對反法西斯主義者開槍。」他隨身攜帶創傷性武器和兩把Saiga半自動步槍。

## 事蹟
米利恰科夫從2014年起以志願者參加頓巴斯戰爭，在他往頓巴斯前呼號叫「弗里茨」，之後在那裏他改呼號為「塞爾維亞人」。米利恰科夫在接受俄羅斯記者葉戈爾·普羅斯維寧采訪時表示，他以「俄羅斯民族主義者」身份去那裡的，他去頓巴斯「是為了殺戮」，因為他「感受到了狩獵的興奮」。根據米爾恰科夫自己的說法，在他接受了俄羅斯帝國運動的軍事組織俄羅斯帝國軍團運營的準軍事訓練計劃後，於2014年夏天與揚·彼得羅夫斯基一起組建了魯西奇小組。

### 參與頓巴斯戰爭
據烏克蘭檢察官辦公室稱，米利恰科夫於2014年6月至2015年8月期間擔任魯西奇小組的領導人。2014年9月，米利恰科夫在盧甘斯克州斯洛維亞諾塞爾布斯克區普里維特內附近組織伏擊烏軍，導致烏軍艾達營和第80獨立空中突擊旅約40名軍人死亡。
根據俄語獨立媒體《Meduza》的說法，米爾恰科以「蝙蝠俠」小隊的一員參加了盧甘斯克的戰鬥以及頓涅茨克機場戰役。
在頓巴斯戰爭期間，米利恰科夫在被謀殺的烏克蘭人的屍體背景下拍照。他曾在2014年拍攝艾達營戰俘被肢解和燒毀的屍體。米利恰科夫還因割下烏軍屍體的耳朵並在他們的臉上劃納粹八臂「卐」字記號而聞名。到2015年，他已受到歐盟、英國和加拿大的製裁。

### 頓巴斯戰爭後
2016年5月，白俄羅斯刊物《吾土》提到莫斯科附近的出現「復活節軍事愛國青年聚會」，白俄羅斯兒童被帶到那裡，由米利恰科夫擔任教官。
2017年，網上媒體《Fontanka.ru》在瓦格納集團參與俄羅斯在敘利亞內戰的軍事介入參與者的照片中發現了米利恰科夫。該媒體指出，米利恰科夫早些時候表示「魯西奇小組不僅僅是一個軍事單位，而是因共同理念團結在一起的朋友」，並拒絕與頓涅茨克人民共和國人民軍簽訂合同，聲稱他不是僱傭兵。
2017年7月6日，烏克蘭總檢察長辦公室對他提起刑事訴訟，罪名是創建恐怖組織、侵犯烏克蘭領土完整和發動侵略戰爭。除此之外，他被指控參與謀殺40名烏克蘭軍人。
2020年，米利恰科夫在一段影片中將自己稱呼「納粹」，並表示：「我不會避重就輕地說，我是民族主義者、愛國者、帝國主義者等等。我會直接說出來：『我是納粹分子。』」

### 俄羅斯入侵烏克蘭
據德國聯邦情報局稱，自2022年4月開始，他就一直參與俄羅斯入侵烏克蘭。2022年4月，右翼激進音樂團體「俄羅斯旗幟」在其YouTube頻道上發佈一條消息，稱米利恰科夫在作戰中受傷，但「傷勢並不嚴重」。
2022年9月，米利恰科夫在他的Telegram頻道上發布了《烏克蘭武裝部隊戰俘處置說明》，其中威脅要酷刑和殺害戰俘。

## 榮譽
2016年，由克里米亞共和國總統謝爾蓋·阿克肖諾夫頒發給頓巴斯志願者聯盟：
- 「頓巴斯志願者」標誌[19][20]。

## 制裁
2015年2月16日，米利恰科夫作為參與分裂烏克蘭領土完整的組織指揮官被列入歐盟制裁名單。
2022年，魯西奇小組及其指揮官米利恰科夫和揚·彼得羅夫斯基因在哈爾科夫地區的戰鬥中表現「特別殘忍」而被列入美國製裁名單。
米利恰科夫也被列入英國、加拿大、瑞士、澳大利亞、日本、烏克蘭和紐西蘭的制裁名單

## 備注
1. ↑  又譯米爾恰科夫